# Nicolas Vleughels

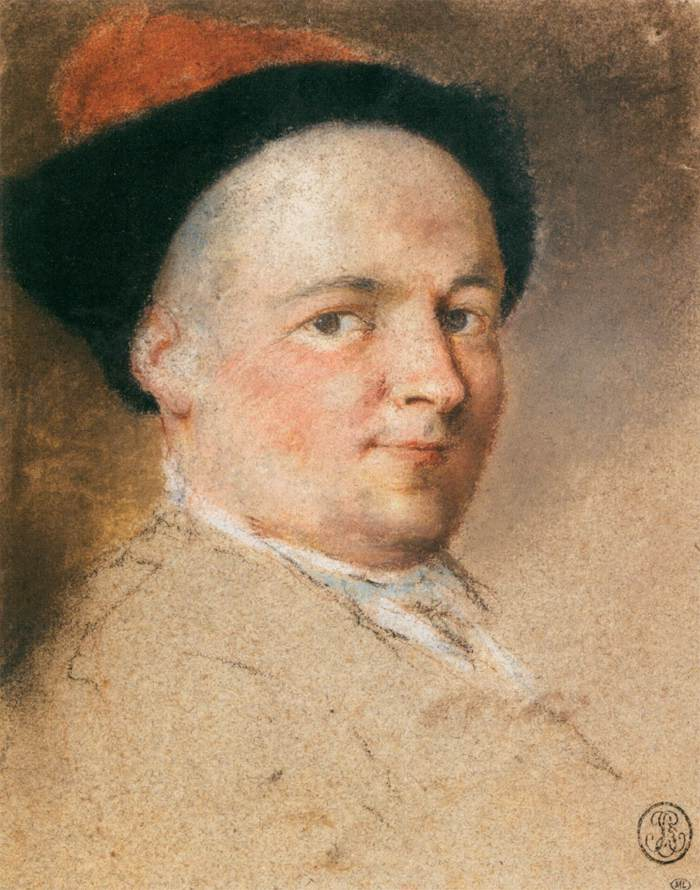
Nicolas Vleughels

Nicolas Vleughels (Paris, 1668 - Roma, 1737) foi um pintor da França. É mais lembrado por ter sido diretor da Academia da França em Roma desde 1724 até sua morte, e por ter sido um dos grandes articuladores entre os artistas franceses residentes em Roma e o meio artístico local de sua época.